# Lega omanita d'élite 2012-2013
La Lega omanita d'élite 2012-2013 è la 37ª edizione del massimo campionato calcistico dell'Oman, la seconda con il nome di Lega omanita d'élite.

## Squadre
Per questa stagione la partecipazione al torneo è stata allargata da 12 a 14 squadre.

### Stadi e città
| Club       | Città       | Stadi                                                  |
| ---------- | ----------- | ------------------------------------------------------ |
| Al Msnaa   | Al-Musannah | Seeb Stadium                                           |
| Al-Nahda   | Al-Buraimi  | Ibri Sports Complex                                    |
| Al-Nasr    | Salalah     | Al-Saada Stadium                                       |
| Al-Oruba   | Sur         | Sur Sports Complex                                     |
| Al-Seeb    | Seeb        | Seeb Stadium                                           |
| Al-Shabab  | Barka       | Seeb Stadium                                           |
| Al-Suwaiq  | Al-Suwaiq   | Sohar Regional Sports Complex                          |
| Al Tali'aa | Sur         | Sur Sports Complex                                     |
| Dhofar     | Salalah     | Al-Saada Stadium                                       |
| Fanja SC   | Fanja       | Seeb Stadium                                           |
| Oman FC    | Mascate     | Sultan Qaboos Sports Complex/Royal Oman Police Stadium |
| Saham      | Saham       | Sohar Regional Sports Complex                          |
| Salalah1   | Salalah     | Al-Saada Stadium                                       |
| Sur Club   | Sur         | Sur Sports Complex                                     |

1Al Hilal Salalah renamed Salalah in the close season

## Classifica
|                 | Pos. | Squadra     | Pt | G  | V  | N  | P  | GF | GS | DR  |
| --------------- | ---- | ----------- | -- | -- | -- | -- | -- | -- | -- | --- |
| Oman (bandiera) | 1.   | Al-Suwaiq   | 50 | 26 | 13 | 11 | 2  | 33 | 21 | +12 |
|                 | 2.   | Fanja       | 50 | 26 | 15 | 5  | 6  | 33 | 24 | +9  |
|                 | 3.   | Saham Club  | 48 | 26 | 13 | 9  | 4  | 40 | 19 | +21 |
|                 | 4.   | Al-Nahda    | 43 | 26 | 12 | 7  | 7  | 41 | 30 | +11 |
|                 | 5.   | Al-Nasr     | 40 | 26 | 10 | 10 | 6  | 39 | 29 | +10 |
|                 | 6.   | Dhofar      | 40 | 26 | 10 | 10 | 6  | 34 | 28 | +6  |
|                 | 7.   | Al-Oruba    | 35 | 26 | 8  | 11 | 7  | 26 | 22 | +4  |
|                 | 8.   | Al-Shabab   | 33 | 26 | 9  | 6  | 11 | 31 | 31 | +0  |
|                 | 9.   | Al-Musannah | 31 | 26 | 8  | 7  | 11 | 26 | 32 | -6  |
|                 | 10.  | Sur         | 30 | 26 | 7  | 9  | 10 | 26 | 30 | -4  |
|                 | 11.  | Al-Seeb     | 29 | 26 | 8  | 5  | 13 | 22 | 33 | -11 |
|                 | 12.  | Al Tali'aa  | 27 | 26 | 8  | 3  | 15 | 26 | 38 | -12 |
|                 | 13.  | Oman Club   | 24 | 26 | 7  | 3  | 16 | 25 | 38 | -13 |
|                 | 14.  | Al-Hilal    | 15 | 26 | 3  | 6  | 17 | 23 | 50 | -27 |

Legenda:

      Campione dell'Oman 2012-2013, ammessa alla Coppa dell'AFC 2014

      Ammessa alla Coppa dell'AFC 2014

      Retrocessa in Oman Second Division 2013-2014

Note:
Tre punti a vittoria, uno a pareggio, zero a sconfitta.

## Spareggio promozione-retrocessione

### Andata
| 22 maggio 2013, ore 19:30 UTC+4 | Sohar | 0 – 0 | Al Tali'aa |  |

### Ritorno
| 25 maggio 2013, ore 19:30 UTC+4 | Al Tali'aa | 1 – 1 | Sohar | Sur Sports Complex, Sur, Oman |

Il Sohar guadagna la promozione per la regola dei gol fuori casa.

## Spareggio per il titolo
| Mascate 6 maggio 2013, ore 17:30 UTC+6 | Al-Suwaiq | 3 – 1 | Fanja | Sultan Qaboos Sports Complex |

## Campione
Al Suwaiq
(3º titolo)